# Окумура Масанобу
Окумура Масанобу (1686 — 13 березня 1764) — японський видавець, художник-ілюстратор, гравер доби Едо. Став засновником школи Окумура.

## Життєпис
Справжнє ім'я Окумура Сіммьо. Народився у 1686 році в Едо. Замолоду захопився малюванням і створенням гравюр. Іноді його називають учнем Хісікава Моронобу і Торії Кійонобу, проте радше він був самоучкою. Але зазнав на початковому етапі впливу школи Торії. До 1711 займався підготовкою альбомів ілюстрацій. Потім захопився виготовленням ілюстрацій для друкованих книг.
Деякий час зосередився на зображенні куртизанок на какемоно (величезних сувоях), але початок реформ у 1717 році сьогуна Токуґава Йосімуне, що обмежили витрати багатіїв й знаті на великі картини, посилення цензури щодо зображень призвели до згортання цих робіт.
У 1724 році після декількох спроб відкрив у Едо власне видавництво, яке в подальшому випустило багато його робіт. Це дало йому матеріальну незалежність і свободу творчості. Після винаходу в 1741 році кольорового друку почав друкувати поліхромні ксилографії. До кінця життя став шанованим видавцем і ілюстратором, що набув чималий статок. Помер 1764 року в Едо.

## Творчість
Став основоположником дво- і триколірних гравюр (бені-е). Основними кольорами були темно-червоний і зелений, але іноді гравюра могла включати до 6 кольорів. Це згодом дозволило виготовляти багатокольорові гравюри (нісікі-е), не застосовуючи для цього пензель. Масанобу був майстром використання лаків (урусі-е) та металевої і золотої пудри. 
Також Окумура Масанобу впровадив вузький вертикальний формат гравюри (хасіра-е), що робить її схожою на сувій. Їх наклеювали на стовпи в приміщеннях. Крім того, створював укі-е — гравюри з лінійною перспективою.
Як художника Масанобу цікавили безліч тем. Перший альбом гравюр художника 1701 року був наслідувальним і повністю відтворював роботу Кійонобу. Протягом наступних 50 років Окумура Масанобу випустив величезну кількість альбомів і станкових гравюр, темою яких стали життя театру і «веселих кварталів» Йосівара, героїчні легенди й перекази та нові, для того часу, пейзажі в стилі укійо-е.
Улюбленою темою Окумура Масанобу було зображення акторів у відомих ролях. На відміну від Торії Кійонобу, Масанобу близька тема жіночої краси. Тому художнику найбільш вдавалися портрети молодих прекрасних юнаків в амплуа оннагата (виконавців жіночих ролей). Тонкі, ніжні лінії малюнка, виразність костюмів, артистизм поз і жестів з витонченістю і безпосередністю передавали чарівність героїв. Водночас у Масанобу зображено, власне, жінок — світських красунь, гейш. Але малював їх у стилі тан-е, тобто повністю одягнутих, помітно лише голову й обличчя.
Захоплювався зображенням тварин. Його пейзажі демонструють вплив європейського мистецтва з його увагою до перспективи. Ці роботи були надзвичайно популярні, що породило велику кількість імітаторів.